# Chloridolum rufescens
Chloridolum rufescens là một loài bọ cánh cứng trong họ Cerambycidae.